# آزمایش تشخیصی همراه
آزمایش تشخیصی همراه (انگلیسی: Companion diagnostic) نوعی آزمایش پزشکی که بطور همراه، در کنارِ یک «درمان دارویی» انجام می‌شود تا مشخص شود آیا یک درمانِ خاص، در یک فردِ خاص، کاربرد دارد یا خیر.
آزمایش‌های همراه معمولاً به‌طور همزمان، در کنارِ تولید و ساختِ داروها، طراحی و ساخته می‌شوند تا مشخص شود آیا یک درمان خاص در بیماران قابل اجرا هست یا خیر و بتوان افراد را بر آن اساس، وارد پروتکل درمانی کرد یا از آن خارج نمود. این آزمایش‌ها مشخص می‌کنند که فرد درمان شونده، مشخصه‌های بیولوژیک خاصی را دارا هست یا نه و آیا به درمان دارویی مورد نظر، پاسخ خواهد داد یا خیر.
آزمایش تشخیصی همراه بر پایهٔ «بیومارکرهای همراه» (انگلیسی: Companion biomarkers) طراحی و ساخته شده‌اند و این بیومارکرها میزان پاسخ‌دهی به درمان و سمیت شدید احتمالی را تعیین می‌کنند.